# Tejo de Llangernyw
El tejo de Llangernyw (pronunciado en galés [ɬanˈgɛrnɨu]ⓘ) es un antiguo tejo (Taxus baccata) ubicado en el pueblo de Llangernyw  en la región de Conwy, en Gales. El árbol está fragmentado y su parte central se ha perdido, dejando varias ramificaciones enormes. Su circunferencia a nivel del suelo es de 10,75 m.

## Historia

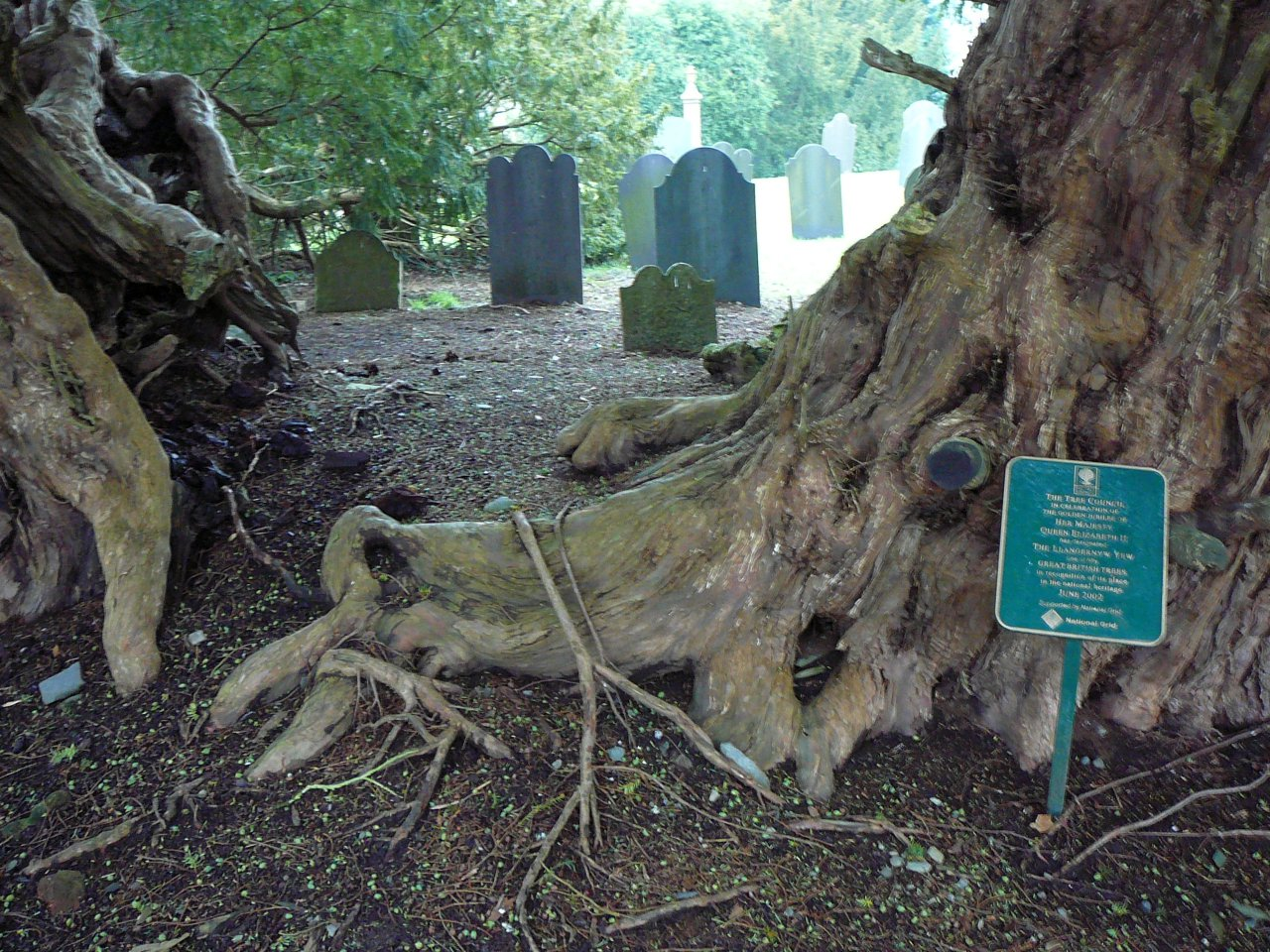
Espacio en el que se encontraba el tanque

Este tejo vive en el cementerio de la Iglesia de San Digain en el pueblo de Llangernyw. Aunque es difícil determinar la edad de los tejos, la puerta del cementerio tiene un certificado de la Campaña del Tejo de 2002, firmado por David Bellamy, que establece que "de acuerdo con los datos que tenemos a mano, el árbol data de entre 4000 a 5000 años de antigüedad". Existe una propuesta alternativa que sugiere que el árbol es tan antiguo como el sitio del santo adyacente, lo que hace que tenga alrededor de 1500 años.
A mediados de la década de 1990, el tanque de aceite de la iglesia se encontraba en el espacio entre los fragmentos del tronco; sin embargo, este se retiró cuando se dieron cuenta de que el árbol era tan antiguo. Cuando se construyó este tanque, gran parte de la madera muerta se retiró del sitio, lo que dificulta la datación precisa de la edad del árbol para los dendrocronólogos. En junio de 2002, el Consejo del Árbol, en celebración del Jubileo de Oro de la Reina Isabel II, designó al tejo de Llangernyw como uno de los cincuenta grandes árboles británicos en reconocimiento de su lugar en el patrimonio nacional.

## La leyenda de Angelystor

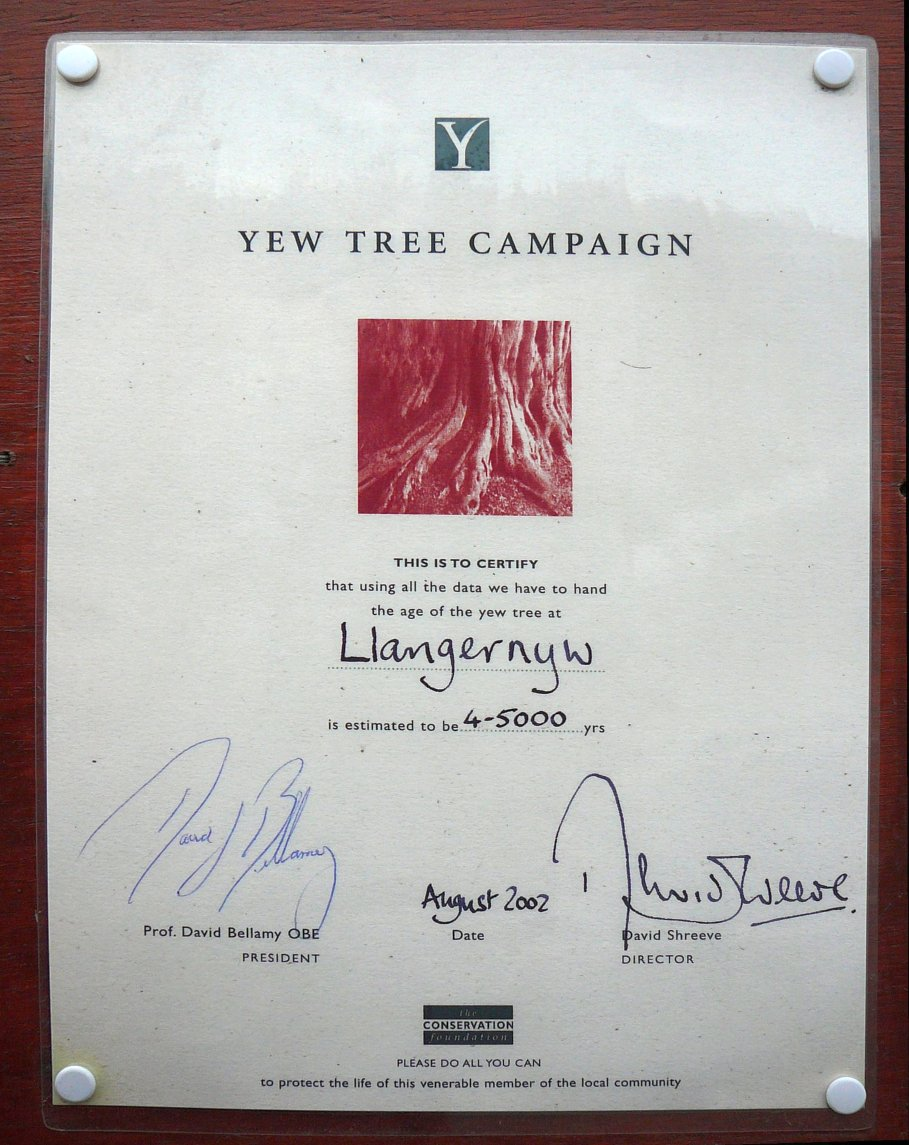
Certificado en la puerta de la iglesia

Según la tradición local, la iglesia de Llangernyw está habitada por un antiguo espíritu conocido como Angelystor. Esta tradición sostiene que cada año en Halloween, una voz en auge predice los nombres de los feligreses que morirán al año siguiente. El folklore cuenta de un hombre local incrédulo, Shôn Ap Robert, quien desafió la existencia del espíritu una noche de Halloween solo para escuchar su propio nombre, seguido de su muerte dentro del año.